# Agnar Thórðarson
Agnar Thórðarson (ur. 11 września 1917, zm. 12 sierpnia 2006) – dramaturg i pisarz islandzki.

## Wydania polskie
- Agnar Thórdarsson: Jeśli miecz twój krótki (tytuł oryginału: Ef sverð thitt er stutt). Poznań: Wydawnictwo Poznańskie, 1978. Brak numerów stron w książce